# Манастир Старо Хопово
Манастир Старо Хопово је манастир у Епархији сремској Српске православне цркве. Налази се у источном делу Фрушке горе, на 2 km удаљености од манастира Ново Хопово.

## Историја
Оба истоимена, суседна манастира, Старо и Ново Хопово имају готово истоветну историју. Манастире је подигао исти ктитор Бранковић, а манастирске цркве су дуго имале истог патрона. Оба манастира су на истом грунту и деле исте привилегије. С тим да је Старо Хопово увек мањи и сиромашнији манастир — називан и „манастирчић”. Манастирска црква је првобитно била посвећена Светом Николи, а касније у 18. веку Светом Пантелејмону. Према предању манастир је основао деспот Ђорђе Бранковић крајем 15. века, (1496—1502), а први запис о манастиру је из 1545—1546. године. Старо Хопово је 1753. године био филијала Новог Хопова или „Хопова”, а њиме руководи новохоповски игуман.
Старе дрвене црква срушена је у земљотресу 1752. године.
Новоизграђена црква је патосана циглом, а покривена храстовом шиндром. Било је то у време заслужног хоповског архимандрита Кир Захарија Миливојевића, дугогодишњег игумана. Он је дао да се промени патрон новог храма, да би се разликовао од Новог Хопова, а узео је за храмовног — свог „заветног заштитника” Пантелејмона. Од старе цркве је остала незаштићена часна трпеза, коју су морали или пренети у нови храм или закопати у земљу. Мошти Светог Теодора Тирона пренете су из Старог у Ново Хопово, где се и данас налазе. Претходно је игуман Захарије нашао бечејског поседника Михајла Чокића, да плати (513 форинти) израду уметнички израђеног ћивота од ораховине, у које су мошти 1747. године похрањене. У малој једнобродној цркви налазио се барокни иконостас велике вредности, на коме је престоне иконе сликао иришки иконописац самоук Јефрем Исајловић 1793. године. Сачуване су иконе које је је радио иконописац Јанко Халкозовић.
Приликом пописа 1753. године уз манастирски храм је био манастирски „дом” (конак) који су чиниле две монашке ћелије и трпезарија. По правилу новохоповски игуман је редовно слао из Новог Хопова по два калуђера, да извесно време ту бораве и службују; на смену. Манастир тада био сиромашан, са мајданом пешчара камена (отворен 1856), четири воденице и ливаде од пет коса.
Током Другог светског рата, Фрушка гора и уједно манастир нашли су се у саставу Независне Државе Хрватске. Усташе су оштетиле и демонтирале иконостас, а манастирски конак разрушиле.
Поново је манастир Старо Хопово оживео 2008. а отворен је 2014. године. Седамдесет година је био напуштен (пред Други светски рат) па оштећен, у рушевинама. Остао је мушки манастир, а манастиром руководи архимандрит Атанасије Гатало, са монасима. У близини се налази капелица над старим извором потока Јеленца — Извор Старо Хопово.